# Solomon Bandaranaike
Solomon West Ridgeway Dias Bandaranaike, även kallad S.W.R.D. Bandaranaike, född 8 januari 1899 i Colombo, död 26 september 1959 (mördad) i Colombo, var en lankesisk politiker och landets premiärminister från 12 april 1956 till sin död.
Han var inledningsvis verksam inom det västorienterade United National Party (UNP). 1951 grundade han föregångaren till det nationaliska Sri Lanka Freedom Party (SLFP) och blev premiärminister 1956, i spetsen för koalititonen People's United Front av nationalistiska och socialiska partier. Han var förespråkare för ett socialistiskt program och en neutral utrikespolitik. Under hans styre blev majoritetsspråket singalesiska officiellt språk istället för engelska, och majoritetsreligionen buddhism gavs en framträdande roll i staten.
En missnöjd buddhistisk munk vid namn Talduwe Somarama sköt Bandaranaike 25 september 1959 och han dog av sina skador följande dag. Efter valet 1960 efterträddes han av sin hustru, Sirimavo Bandaranaike. Deras dotter, Chandrika Bandaranaike Kumaratunga var Sri Lankas president från 1994 till 2005.